# 지니 (야생아)
지니(Genie, 1957년 4월 18일 ~ )는 13세까지 방에 감금되어 자란 미국의 소녀이다.

## 생애
지니는 1957년 4월, 캘리포니아의 집에서 4번째 아이로 태어났다. 그러나 위의 세 자녀 중 두 사람은 이미 사망했기 때문에 지니 형제는 1명 뿐이었다. 생후 1세 2개월 무렵, 의사에 "정확하게는 모르겠지만, 발달이 늦어질지도 모른다."고 진단받고 그것을 지나치게 의식한 아버지 클라크는 곧 지니를 방에 감금하였다. 지니는 침실에서 변기가 있는 유아 의자에 묶인 채로 몸의 대부분을 구속되어 움직일 수 없는 상태로 방치됐다. 아버지는 소리에 민감했기 때문에, 지니가 조금이라도 소리를 내면 지니를 때렸다. 식사는 유아식과 오트밀, 가끔 계란이 주어졌다. 눈이 나쁜 어머니 아이린은 반대하지 못했고, 다른 사람에게 상담하기 위해 전화를 거는 것도 만족하지 못했다. 지니의 학대는 장기간 계속했다. 아버지는 어머니에 대해 "지니가 12세까지 생존하면 그녀를 도와 준다."고 약속했지만, 실제로는 그녀가 12살이 지나도 약속은 지켜지지 않았다. 1970년, 지니가 13세 되었을 때, 어머니는 아버지와의 격렬한 논쟁 끝에 지니를 데리고 집을 탈출했다. 지니와 어머니는 할머니의 집에서 3주 동안 있다가, 원조 시설을 방문하여, 사건이 드러나게 되었다. 1970년 11월 17일, 언론에서 이 사건을 보도했으며, 부모는 아동 학대 혐의로 고소당했다. 아버지는 출두 명령을 받은 11월 20일 권총으로 자살했다.

### 구출 후
지니 구출 후 로스앤젤레스 어린이 병원에 수용되어 거기서 잠시 보냈다. 당초는 신장 137cm, 체중 27kg. 지금까지의 삶의 대부분을 의자에 묶여 지내 왔기 때문에 근력이없고, 걷거나 달리거나는커녕 설 수 없었다. 또한 고형물을 씹기 못하고 배설 습관도 없었다. 단어를 말할 수 없으며, 극히 간단한 단어 나 문장을 이해할 수 뿐이었다. 지니는 진 버틀러라는 양호 학급 여교사와 사이가 좋아졌다. 버틀러는 공식적으로 지니의 양부모가 되는 신청을 했지만 기각됐다. 이후 심리학자 데이비드 리글러와 아내가 양부모가 되었고, 1971년 8월 13일에 지니는 리글러의 집으로 이사했다. 리글러 아내의 지도로 지니는 식사 예절 등을 조금씩 익혀 갔다. 1975년 6월 리글러 양부모를 결의하고, 지니는 어머니 아이린에 거두어진다. (아이린은 1971년 여름에 수술을 받고 시력을 되찾고 있었다). 어머니는 지니의 난폭한 행동에 견디지 못하고, 11월 7일에 새로운 양부모에게 맡겨지게되었다. 그 집은 이전보다 엄격하게 교육이 이루어져 지니 어머니를 만나는 것을 허용하지 않았다. 지니는 스트레스를 받고, 말도 별로 하지 않게 되었다. 이 상태에 위기감을 가진 언어학자 커티스가 리글러를 부추겨, 1977년 4월, 지니를 병원에 입원시킨다. 2주 후, 지니는 또 새로운 양부모에게 거두어지지만 거기에서의 생활도 오래 가지 않고, 크리스마스 무렵에는 두 번 계속 이사해 새로운 양부모에게 거두어진다. 이후 1978년 3월 20일에는 어머니 아이린이 딸의 감독 권한을 되찾고 지니는 지적 장애의 센터에서 살게되었다. 2008년 현재 지니는 캘리포니아 남부의 시설에서 살고있다. 지니의 어머니 아이린은 2003년에 세상을 떠났다.

## 같이 보기
- 카스파르 하우저
- 옥사나 말라야